# La bussola d'oro (film)
La bussola d'oro (The Golden Compass) è un film del 2007 scritto e diretto da Chris Weitz, ed è l'adattamento cinematografico del romanzo omonimo di Philip Pullman, primo volume della trilogia Queste oscure materie.

## Trama
In un universo parallelo dominato da una potente organizzazione, il Magisterium, ogni persona ha al suo fianco un daimon, cioè la propria anima in forma animale con la quale la persona comunica e che rimane nelle vicinanze, a differenza delle streghe che hanno daimon a forma di uccello e che può allontanarsi da loro.
Lyra Belacqua è un'orfana e vive nel Jordan College di Oxford con suo zio, Lord Asriel, un ricco scienziato. Insieme al suo daimon Pantalaimon, Lyra viene a scoprire l'esistenza della Polvere, una bizzarra particella naturale dorata di cui l'organizzazione detiene il potere. Dopo essersi nascosta in un armadio, vede un agente del Magisterium spargere del veleno in un vino affinché Lord Asriel lo beva, ma Lyra impedisce allo zio di berlo salvandogli così la vita; in seguito, Lord Asriel fa una presentazione ad altri studiosi mostrando che la Polvere esistente al Polo Nord collega infiniti mondi, dopodiché parte per un'altra spedizione mentre Lyra viene affidata a Marisa Coulter, una donna ricca e potente, ma prima il maestro del college le affida un aletiometro, uno strumento simile a una bussola d'oro, in grado di rispondere a qualsiasi domanda tramite un complesso sistema di simboli; il maestro confessa a Lyra che quello è l'ultimo aletiometro rimasto poiché il Magisterium li ha sequestrati e distrutti tutti, e quindi la avvisa di non parlarne mai con nessuno.
Lyra nota che l'aletiometro indica continuamente il simbolo di una donna, un fulmine e un bambino, sebbene non sia in grado di comprenderne il significato. Scopre inoltre che la signora Coulter, all'apparenza buona e gentile, in realtà è un'alleata del Magisterium che ha inviato gli "Ingoiatori" affinché rapiscano bambini poveri, orfani e gyziani (nomadi che abitano nelle imbarcazioni), tra cui Roger (un servo di Oxford), amici di Lyra e Billy Costa (un giovane gyziano) per procedere con l'"intercisione", che porta ogni bambino a dividersi dal proprio daimon ma che lo rende anche apatico e "spento". Tuttavia, la Coulter scopre l'aletiometro e Lyra fugge con l'oggetto inseguita dagli Ingoiatori, ma viene raggiunta da Ma Costa, madre di Billy Costa, che la mette in salvo portandola dal re dei gyziani, John Faa, che con la nave sta andando verso Nord per salvare i bambini catturati. La signora Coulter manda due vespe dorate affinché rintraccino e spiino Lyra; la ragazza, però, con l'aiuto dei gyziani riesce a bloccarne una scoprendo che possiede un sonnifero. John Faa rivela che i gyziani sono stati i più colpiti dagli Ingoiatori che hanno rapito molti dei loro bambini e che se mai ai bambini rapiti fosse stato fatto del male i gyziani non darebbero scampo agli Ingoiatori pur di vendicarsi di loro. Intanto, Lord Asriel raggiunge il regno degli orsi di ghiaccio, ma viene catturato dagli uomini della tribù Samoiedo che in realtà sono stati ingaggiati dalla signora Coulter.
La regina delle streghe, Serafina Pekkala, fa visita a Lyra dicendole che i bambini scomparsi si trovano alla stazione sperimentale di Bolvangar. Arrivati al porto settentrionale, Lyra fa amicizia con Lee Scoresby, un aeronàuta che cerca di risollevare Iorek Byrnison, un orso un tempo principe degli orsi corazzati ma adesso caduto nella vergogna da quando gli abitanti lo hanno derubato della sua armatura. Grazie all'aletiometro, Lyra scopre dove si trova l'armatura permettendo così a Iorek di rimettersela e ritrovare la sua forza, dopodiché Lyra riparte verso il Nord con Iorek e Scoresby.
Seguendo l'aletiometro, Lyra, a cavallo di Iorek, si reca in un edificio abbandonato dove trova Billy Costa, separatosi dal suo daimon; il bambino si riunisce alla madre, ma il gruppo viene attaccato dai Samoiedi che rapiscono Lyra e la portano presso Ragnar Sturlusson, un orso che ha usurpato il trono di Iorek e che gli ha ucciso anche il padre. Quando Iorek e Lee giungono per salvare Lyra, Ragnar convince Iorek a sfidarsi a duello in cui Iorek riesce a stento ad uccidere Ragnar, vendicando suo padre e riprendendosi il trono.
A Bolvangar crolla il ponte di ghiaccio dividendo Iorek da Lyra, che entra nella stazione e ritrova Roger; mentre tentano di fuggire, Lyra entra in una stanza dove c'è anche la signora Coulter assieme agli altri scienziati che dicono che Lord Asriel è fuggito ed ha allestito un laboratorio, ma che i soldati del Magisterium stanno andando lì per arrestarlo e giustiziarlo per eresia. Lyra viene scoperta dagli scienziati che la chiudono assieme a Pantalaimon nella sala dell'intercisione ma, prima che l'effetto si realizzi, arriva la signora Coulter che ferma tutto impedendo così l'intercisione.
Al suo risveglio, Lyra scopre che la signora Coulter è sua madre e Lord Asriel è suo padre. La signora Coulter spiega che lei e il Magisterium credono che l'intercisione protegga i bambini dall'influenza provocata dalla Polvere, ma Lyra non le crede; la donna le chiede di consegnarle l'aletiometro, ma Lyra le dà una lattina contenente la vespa dorata che aveva catturato e che pungendo la signora Coulte la tramortisce, mentre Lyra distrugge la macchina dell'intercisione provocando delle esplosioni all'interno dell'edificio. Lyra fugge con gli altri bambini all'esterno dove però si imbattono in mercenari tartari e i loro daimon sotto forma di lupi pronti ad ucciderli, ma arrivano Iorek, Scoresby, i gyziani e le streghe guidate da Serafina che dichiarano battaglia sconfiggendo i tartari. Ormai salvi i bambini, Lyra, Roger, Iorek, Lee e Serafina partono per il Nord in cerca di Lord Asriel.

## Produzione
Le riprese del film sono iniziate il 4 settembre 2006 e si sono svolte in gran parte in Inghilterra a Oxford. Una piccola parte di scene è stata girata in Svizzera e in Norvegia. Le riprese in generale sono terminate a gennaio 2007. Il film è stato girato interamente in digitale ed è ricco di effetti speciali che riproducono fedelmente il mondo del romanzo. Il budget per la realizzazione del film è stato di circa 180 milioni di dollari.

## Accoglienza
Il film è uscito nelle sale negli Stati Uniti d'America il 7 dicembre 2007, mentre nelle sale italiane è uscito il 14 dicembre 2007. Ha incassato complessivamente oltre 372 milioni di dollari, con 70 milioni nei soli Stati Uniti d'America, e 9.393.000 di euro in Italia.
Sebbene venisse ipotizzata la trasposizione dell'intero ciclo di Queste oscure materie, gli studi hanno sospeso i progetti per gli altri due capitoli della saga, a causa principalmente della crisi economica del 2008.

## Riconoscimenti
- 2008 – Premio Oscar[5]
  - Migliori effetti speciali a Michael Fink, Bill Westenhofer, Ben Morris e Trevor Wood
  - Candidatura Miglior scenografia a Dennis Gassner (scenografia) e Anna Pinnock (arredamento)
- 2008 – Premio BAFTA[6]
  - Miglior effetti speciali a Michael Fink, Bill Westenhofer, Ben Morris e Trevor Wood
- 2008 – Saturn Award[7]
  - Candidatura Miglior film fantasy
  - Candidatura Miglior attrice emergente a Dakota Blue Richards
  - Candidatura Migliori costumi a Ruth Myers
  - Candidatura Migliori effetti speciali a Michael Fink, Bill Westenhofer, Ben Morris e Trevor Wood
- 2008 – Critics' Choice Awards
  - Candidatura Miglior film per famiglie
  - Candidatura Miglior giovane interprete a Dakota Blue Richards
- 2007 – Satellite Award[8]
  - Candidatura Miglior film d'animazione o a tecnica mista
  - Candidatura Miglior canzone originale (Lyra) a Kate Bush
  - Candidatura Miglior fotografia a Henry Braham
  - Candidatura Migliori effetti visivi a Michael Fink
  - Candidatura Miglior suono a Mike Prestwood Smith, Mark Taylor e Glenn Freemantle
- 2008 – Premio Hugo[9]
  - Candidatura Miglior rappresentazione drammatica (forma lunga) a Chris Weitz e Philip Pullman
- 2007 – Visual Effects Society
  - Candidatura Migliori effetti visivi a Michael Fink, Susan MacLeod, Bill Westenhofer e Ben Morris
- 2007 – St. Louis Film Critics Association
  - Candidatura Miglior film d'animazione o per bambini
  - Candidatura Migliori effetti visivi/speciali
- 2008 – AACTA Award
  - Candidatura Miglior attrice internazionale a Nicole Kidman
- 2008 – London Critics Circle Film Awards
  - Candidatura Miglior rivelazione britannica a Dakota Blue Richards
- 2008 – Golden Reel Award
  - Candidatura Miglior montaggio sonoro
- 2008 – Taurus World Stunt Awards[10]
  - Candidatura Miglior lavoro alto a Paul Herbert e Nicholas Daines
- 2008 – Young Artist Awards
  - Candidatura Miglior film musicale o fantasy per famiglie
  - Candidatura Miglior attrice giovane a Dakota Blue Richards
- 2008 – Golden Trailer Awards
  - Candidatura Miglior spot TV d'animazione/per famiglie
  - Candidatura Miglior poster d'animazione/per famiglie
- 2008 – National Film Awards
  - Candidatura Miglior film per famiglie
  - Candidatura Miglior interpretazione femminile a Nicole Kidman
  - Candidatura Miglior interpretazione femminile a Dakota Blue Richards
- 2008 – Premio YoGa[11]
  - Peggior film a Chris Weitz
  - Peggior attrice straniera a Nicole Kidman
- 2008 – Costume Designers Guild Awards[12]
  - Migliori costumi in un film fantasy a Ruth Myers
- 2008 – Art Directors Guild[13]
  - Candidatura Miglior scenografia per un film fantasy a Dennis Gassner
- 2008 – World Soundtrack Awards
  - Compositore della miglior colonna sonora dell'anno ad Alexandre Desplat
- 2008 – SyFy Portal Genre Awards
  - Candidatura Miglior attrice a Nicole Kidman
- 2008 – International Film Music Critics Award[14]
  - Miglior colonna sonora originale per un film fantasy/di fantascienza ad Alexandre Desplat
  - Candidatura Miglior colonna sonora dell'anno ad Alexandre Desplat
- 2009 – International Online Film Critics' Poll
  - Candidatura Migliori effetti visivi a Michael Fink, Bill Westenhofer, Ben Morris e Trevor Wood
- 2008 – Gold Derby Awards
  - Candidatura Migliori effetti speciali a Michael Fink, Ben Morris, Bill Westenhofer e Trevor Wood